# Achromatopsie

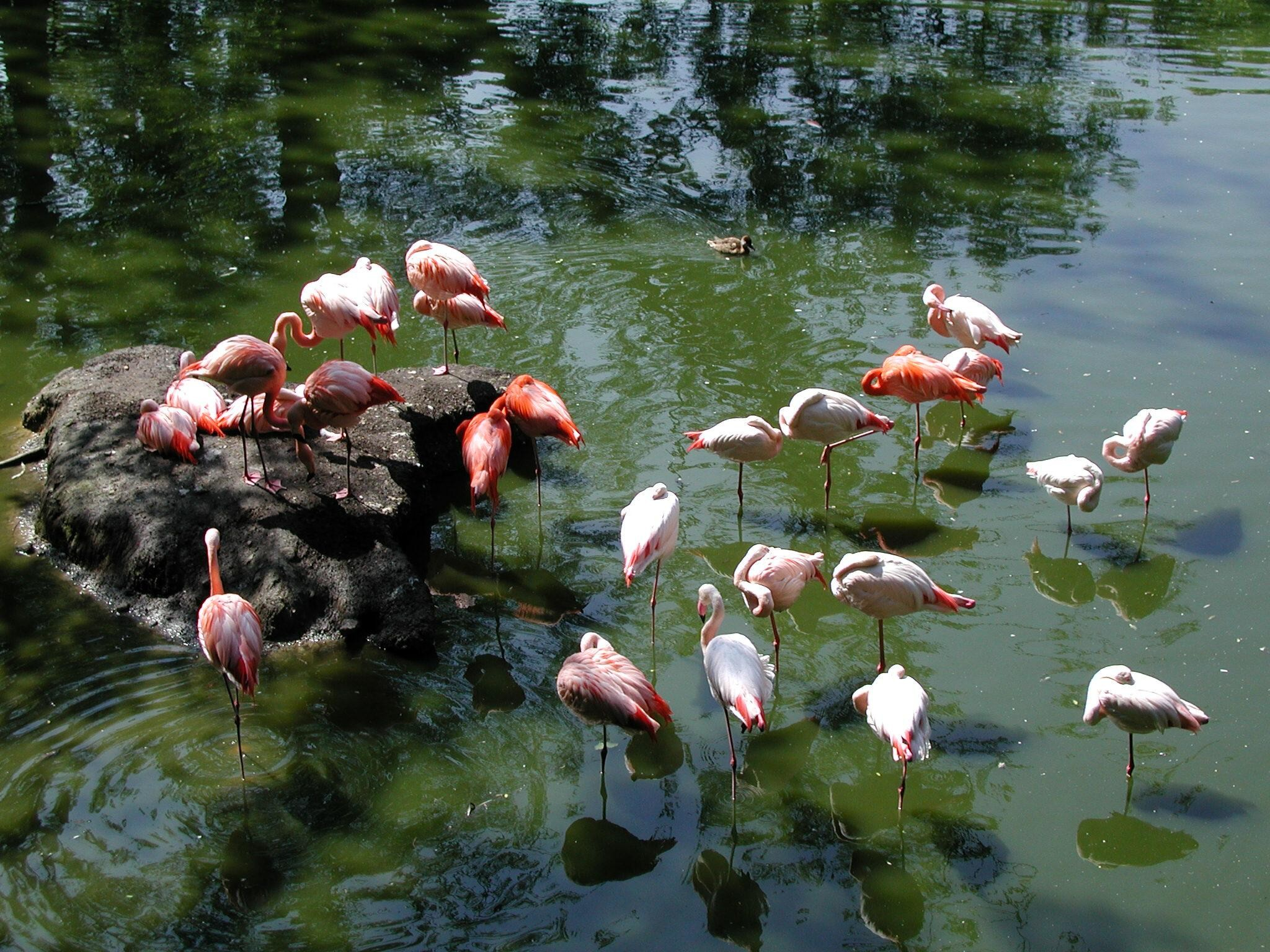
Wahrnehmung eines Normalsichtigen

Simulation Achromatopsie
Die Sicht eines Achromaten kann für Normalsichtige technisch nicht dargestellt werden.
Die Simulation berücksichtigt folgende Bedingungen: vollständige Farbenblindheit, Blendungskomponente durch Tageslicht, 5–10 % Sehschärfe

Vergleich: Farbenfehlsichtigkeit (Deuteranopie=Grünblindheit)
Falschfarbenbild bei normaler Sehschärfe

Netzhaut eines Gesunden
Stäbchen und drei Arten Zapfen

Netzhaut eines Achromaten
ausschließlich Stäbchen und keine Zapfen

Die Farbenblindheit, Achromatopsie oder Achromasie (vom griechischen αχρώμα 'ohne Farbe') ist eine seltene, in vielen Fällen erbliche Störung der Farbwahrnehmung, bei der keine Farben, sondern nur Kontraste (hell-dunkel) wahrgenommen werden können. Bei der okulären (oder angeborenen) Achromatopsie ist die Störung des Sehens in der Netzhaut, mithin im Auge, lokalisiert. Bei der cerebralen (oder erworbenen) Achromatopsie liegt eine  neurologische Störung der Farbwahrnehmung vor.
Der Begriff Farbenblindheit ist manchmal irreführend, da umgangssprachlich verschiedene Arten der Farbenfehlsichtigkeit als Farbenblindheit bezeichnet werden. Auch im medizinisch-gutachterlichen Bereich wird meist nicht scharf zwischen der Behinderung Achromatopsie und der Funktionseinschränkung Farbenfehlsichtigkeit unterschieden. Beide Erkrankungen werden gemeinsam unter dem gleichen ICD-Diagnoseschlüssel 53.5 (Farbsinnstörungen) gelistet, wobei die Achromatopsie medizinisch als vollständiger Ausfall des Farbsinns mit resultierenden weiteren relevanten Symptomen (geringe Sehschärfe, extreme Blendungsempfindlichkeit) einzuordnen ist.
Wissenschaftliche Studien zur Farbenblindheit wurden 1878 von Frithiof Holmgren (1831–1897) vorgelegt.

## Krankheitsbild
Es gibt drei Varianten der Farbenblindheit, die auf unterschiedliche Weise entstehen:
- Die erbliche totale Farbenblindheit ist eine autosomal-rezessive Erbkrankheit der Netzhaut. Frauen und Männer sind gleich häufig betroffen. Die betroffenen Menschen (ca. 1/100.000) können nur Graustufen unterscheiden und werden auch als Achromaten bezeichnet, die Ursache ist die Achromatopsie. Sie leiden zusätzlich unter mangelnder Sehschärfe und Überempfindlichkeit gegen helles Licht. Es gibt ca. 3.000 Personen mit Achromatopsie in Deutschland.

- Eine der Achromatopsie ähnliche Erkrankung ist die Blauzapfenmonochromasie, bei der noch eine größere Restsichtigkeit im Blaubereich besteht, und die X-chromosomal vererbt wird (Genort Xq28).

- Die Farbenblindheit kann auch als cerebrale Achromatopsie auftreten, etwa nach einem Schlaganfall, Schädel-Hirn-Trauma oder anderen Gehirnläsionen. Es handelt sich somit um eine erworbene Farbsinnstörung. Die Ursache liegt nicht im Auge als Sinnesorgan selbst, sondern in der gestörten Verarbeitung der Sinneswahrnehmung „Farbe“. Die Sehschärfe ist normal, da die Farbsinneszellen normal funktionieren und die Kantenerkennung und Flächentrennung, die in vorgeschalteten Gehirnarealen erfolgen, intakt sind.

## Okuläre (angeborene) Achromatopsie

### Ursachen der Farbenblindheit
Die Farbrezeptoren (Zapfen) in der Netzhaut des Auges ermöglichen die farbliche Wahrnehmung der Umwelt. Von diesen Farbrezeptoren gibt es drei Arten, die die Farbreize aufnehmen und weiterleiten. Bei Achromaten funktioniert keine dieser Zapfenarten, sie können somit keine Farben erkennen.
Dieses Sehen ist auch für scharfes Farbensehen am Tage nötig, damit ist photopisches Sehen nicht möglich. Achromaten verfügen nur über Stäbchenrezeptoren, die für skotopisches Sehen ausgelegt sind. Diese Hell-Dunkel-Rezeptoren ermöglichen beim Normalsichtigen das Dämmerungssehen, da sie lichtempfindlicher sind als die Farbrezeptoren. Am hellen Tage leiden Achromaten dadurch unter einer extremen Blendungsempfindlichkeit. Bei hellem Licht sind ihre Stäbchen überlastet, wodurch die schwache Sehkraft fast völlig zurückgeht.
Achromaten sehen nur ein nebliges Weiß/Grau. Deswegen wird die Erkrankung auch Tagblindheit genannt. An der Stelle des schärfsten Sehens der Netzhaut (gelber Fleck) befinden sich bei gesunden Menschen ausschließlich Zapfen und keine Stäbchen. Bei Achromaten befinden sich in der Mitte der Netzhaut keine funktionierenden Sinnesrezeptoren. Durch die schlechte zentrale Sehschärfe kommt es bei der Achromatopsie zu einem Nystagmus, einem unwillkürlichen und vom Betroffenen selbst nicht wahrgenommenen Augenzittern.

### Klinische Symptome
In der Regel liegen bei Betroffenen vier Symptome vor:
- Fast vollständige oder vollständige Farbenblindheit, da aufgrund des genetischen Defektes keine funktionstüchtigen Zapfen vorhanden sind.
- Augenzittern (Nystagmus), da im gelben Fleck (Ort des schärfsten Sehens zentral in der Netzhaut) keine funktionstüchtigen Sehzellen existieren (siehe Schema der Netzhaut bei Gesunden und Achromaten) und dieser Defekt durch schnelle Augenbewegungen ausgeglichen werden soll.
- Überempfindlichkeit für Licht: Photophobie. Stäbchen sind für geringere Lichtmengen (Dämmerung) konzipiert. Da keine funktionstüchtigen Zapfen vorhanden sind, ist eine Hemmung der Stäbchen bei Helligkeit im Gegensatz zu nicht-farbenblinden Personen nicht möglich.
- Erheblich eingeschränkte Sehschärfe (Visus), da Stäbchen in geringerer Dichte im zentralen Gesichtsfeld angeordnet sind.

### Diagnostik
- Mittels eines Elektroretinogrammes (ERG) lassen sich die Funktion der Stäbchen-Rezeptoren (Dämmerungssehen) und Zapfen-Rezeptoren (Farbsehen) im Auge getrennt beurteilen. Dabei werden Lichtblitze auf die Netzhaut projiziert; die Reaktionen der Sinneszellen (Stäbchen und Zapfen) werden durch Elektroden abgeleitet.
- Durch eine Blutanalyse ist es möglich, die Achromatopsie-Gene zu untersuchen (siehe unten)

### Genetik
Bekannte Mutationen
- CNGA3-Gen (ACHM2=Achromatopsia 2=Rod Monochromatism 2):
  - 20–30 % der Achromatopsie-Patienten haben Mutationen in diesem Gen
  - Defekt: Cyclic-nucleotide-gated cation channel alpha 3 = alpha-subunit of the cone photoreceptor cGMP-gated cation channel
  - Folge: komplette und inkomplette Achromatopsie
  - Genort: 2q11
- CNGB3-Gen (ACHM3=Achromatopsia 3=Pingelapese Achromatopsia= Pingelapese Blindness)
  - 40–50 % der Achromatopsie-Patienten haben Mutationen in diesem Gen
  - Defekt:Cyclic nucleotide gated channel beta subunit = beta-subunit of the cGMP-gated cation channel
  - Genort:8q21-q22
- GNAT2-Gen:
  - Defekt: cone photoreceptor-specific alpha subunit of transducin
- weitere chromosomale Genlokalisation: ACHM1-Gen

### Vererbung
| Konstellation der Eltern                                                                                  | Wahrscheinlichkeit für Kinder mit Achromatopsie | Wahrscheinlichkeit für gesunde Kinder                                                              |
| --- | ----------------------------------------------- | -------------------------------------------------------------------------------------------------- |
| zwei gesunde Personen, davon: - ein gesunder Nicht-Gen-Träger und - ein gesunder Gen-Träger (heterozygot) | 0 %                                             | 100 % - 50 % tragen das Gen (klinisch gesund, aber Überträger) - 50 % haben kein Achromatopsie-Gen |
| zwei gesunde Personen, davon: - beide Träger eines Achromatopsie-Gens (heterozygoter Merkmals-Träger)     | 25 %                                            | 75 % - 50 % tragen das Gen (klinisch gesund, aber Überträger) - 25 % haben kein Achromatopsie-Gen  |
| ein klinisch gesunder Gen-Träger (heterozygot) und ein Achromat (homozygot)                               | 50 %                                            | 50 % - alle Kinder tragen ein Achromatopsie-Gen                                                    |
| ein klinisch gesunder Nicht-Gen-Träger und ein Achromat (homozygot)                                       | 0 %                                             | 100 % - alle Kinder tragen ein Achromatopsie-Gen                                                   |
| zwei Achromaten (zwei homozygote Genträger)                                                               | 100 %                                           | 0 %                                                                                                |

### Spezielle Probleme von Achromaten
Die Alltagsprobleme der Achromaten sind in erster Linie von der hohen Blendungsempfindlichkeit beeinflusst. Die ohnehin geringe Sehschärfe wird schon bei mäßigem Licht weiter stark reduziert. Ein Wechsel der Lichtverhältnisse bedingt meist auch einen Brillenwechsel (angepasste Tönung oder Kantenfilter). Die mangelnde Fähigkeit, Farben zu unterscheiden, führt zudem im stark farb-codierten Alltag zu Schwierigkeiten. Auch das Erledigen von alltäglichen Aufgaben, wie z. B. das Kontrollieren von Lebensmitteln auf ihre Genießbarkeit, ist häufig erschwert. Geringe Kontraste, beispielsweise schwarze Schrift auf rotem Grund, können oft nicht erkannt werden.

### Therapie
Für die angeborene, irreversible Störung der Netzhaut gibt es bislang keine wirksame Therapie. Es wird an einer möglichen Gentherapie geforscht. In der Universität Tübingen wurde 2016 eine Versuchsperson einer solchen Therapie unterzogen.
Im Frühjahr 2020 wurden Ergebnisse einer Studie mit mehreren Versuchspersonen veröffentlicht, die ein defektes Gen CNGA3 aufwiesen.
Das Team bezeichnet den von ihnen entwickelten Vektor als AAV8.CNGA3 (Adeno-assoziiertes Virus mit funktionsfähigem GNGA3-Gen).
Vor allem bei noch jungen Patienten rechnet man sich unter geeigneten Voraussetzungen gute Erfolgschancen aus.

### Spezifische Hilfsmittel
Die Hilfsmittel sind nach den Sehproblemen in drei Gruppen unterteilt: Minderung der Blendung, Kompensation der geringen Sehschärfe, Ausgleich des fehlenden Farbsehens.
- Für Personen mit Rot-Grün-Sehschwäche existieren Spezialbrillen, die eine Unterscheidung der Farben durch Filterung möglich machen, sofern verschobene Absorptions-Empfindlichkeitsmaxima die Ursache des Problems sind.[5]
- Zur Reduzierung der Blendung sind Kantenfilterbrillen oder getönte Kontaktlinsen erforderlich. Es werden auch Hilfen wie Brillen mit Blendschutz gegen seitlich einfallendes Licht oder Schirmmützen verwendet. Kantenfilterbrillen müssen je nach Lichtbedingungen gewechselt werden.
- Zur Kompensation der geringen Sehschärfe werden Vergrößerungshilfen benutzt. Dies sind optische oder elektronische Lupen, monokulare Fernrohre, elektronische (Tafel-)Lesegeräte, Lupenbrillen oder Brillen mit integrierten Lupensegmenten.
- Probleme auf Grund schlechten Erkennens von Farben lassen sich teilweise durch elektronische Farberkennungsgeräte verringern.
- Das Eyeborg ist ein Hilfsmittel, das mithilfe einer Kamera Farbinformationen in akustische Signale umwandelt.